# Angeleyes
Angeleyes – singel zespołu ABBA z albumu Voulez-Vous. Słowa piosenki i muzyka zostały skomponowane przez członków zespołu Björna Ulvaeusa i Benny’ego Anderssona. W Stanach Zjednoczonych singel został wydany na podwójnej stronie A z piosenką "Voulez-Vous"